# Cementerio del Sur de Manila
El Cementerio del Sur de Manila ocupa 25 hectáreas, es uno de los cementerios más grandes del área Metropolitana Manila. El cementerio del Sur fue adquirido legalmente por la Ordenanza 726 y otras medidas adoptadas por el Consejo Municipal y el alcalde Zobel vs Ciudad de Manila (1925), y aunque está situado dentro de Makati, legalmente es un exclave de Manila como parte de su quinto distrito del congreso.
El cementerio tiene una capacidad total de 52.234 tumbas y cuenta con un total estimado de entierros en 266.170 al 30 de junio de 2007.